# Radbot

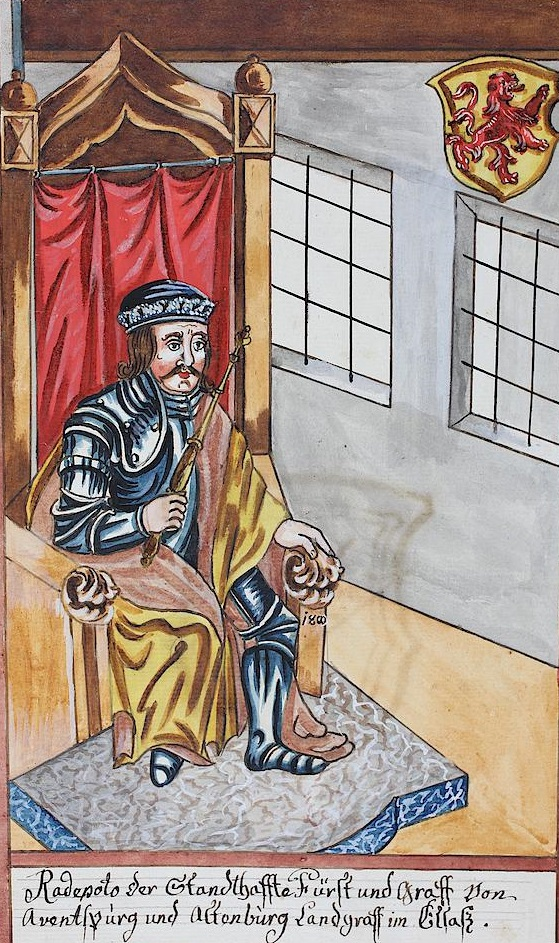
Radbot z Habsburga

Radbot (ur. 985, zm. ok. 1045) – hrabia Klettgau, jeden z protoplastów rodu Habsburg. Jego ojcem był Landolt i Liutgarda von Nellenburg, córka Eberhardta III. Jego braćmi byli: Werner, biskup Strasburga oraz Rudolf I, z którym współrządził rodowymi posiadłościami. 
Radbot zbudował zamek Habsburg (Habichtsburg), który stał się siedzibą rodu. W 1027 roku wraz z bratem Wernerem założył klasztor w Muri, do którego sprowadził mnichów benedyktyńskich z pobliskiego opactwa Einsiedeln. Tam też został pochowany.
Jego żoną była niejaka Ida, o nieznanym pochodzeniu, późniejsze źródła podają, że była córką hrabiego Kunona z Rheinfelden, co czyniłoby ją siostrą późniejszego księcia Szwabii i antykróla niemieckiego Rudolfa Szwabskiego. Jednak według innych źródeł była córką Fryderyka I, księcia Lotaryngii. Z małżeństwa tego narodziła się czwórka dzieci:
- Otto - hrabia Górnej Alzacji
- Albrecht
- Werner - hrabia Habsburg
- Ryksa - żona Ulryka II, hrabiego Lenzburg